# Вінтер (стадіон)
32°2′43″ пн. ш. 34°48′55″ сх. д. / 32.04528° пн. ш. 34.81528° сх. д.
Вінтер стадіон (івр. אצטדיון וינטר Ецтадіон Вінтер) — стадіон у Тель-Авівському окрузі міста Рамат-Ган, Ізраїль. Зараз він використовується переважно для футбольних матчів і є домашнім стадіоном «Хакоах Амідар» (Рамат-Ган).

## Історія
Джек А. і Мюріел Л. Вінтери побудували Вінтер стадіон. Його назвали на честь їхніх синів Джека Р. Вінтера та Майкла Вінтера. Джек А. Вінтер був засновником компанії Jack Winter, Inc. Компанія розпочала свою діяльність як виробник чоловічих штанів наприкінці 1930-х років, а в 1953 році почала розробляти жіночий одяг. Як один із перших виробників жіночих штанів, він встановив тенденції в жіночому спортивному одязі та трикотажі. Він та його дружина Мюріель були лідерами благодійності у своєму рідному місті Мілвокі, штат Вісконсин.
Роботи над стадіоном почалися в 1976 році як заміна стадіону «Галі Гіл» «Хакоах Амідар» (Рамат-Ган), який був закритий у 1974 році. Перший матч на стадіоні було зіграно 9 липня 1981 року під час Ігор Маккабіа 1981 року між командами Маккабі Ізраїлю та США.
Стадіон реконструювався в 1993 році, 2000 році, коли на бетонні трибуни були встановлені пластикові сидіння, та у 2006 році, після повернення «Хакоах Амідара» на вищий рівень ізраїльського футболу.

## Галерея

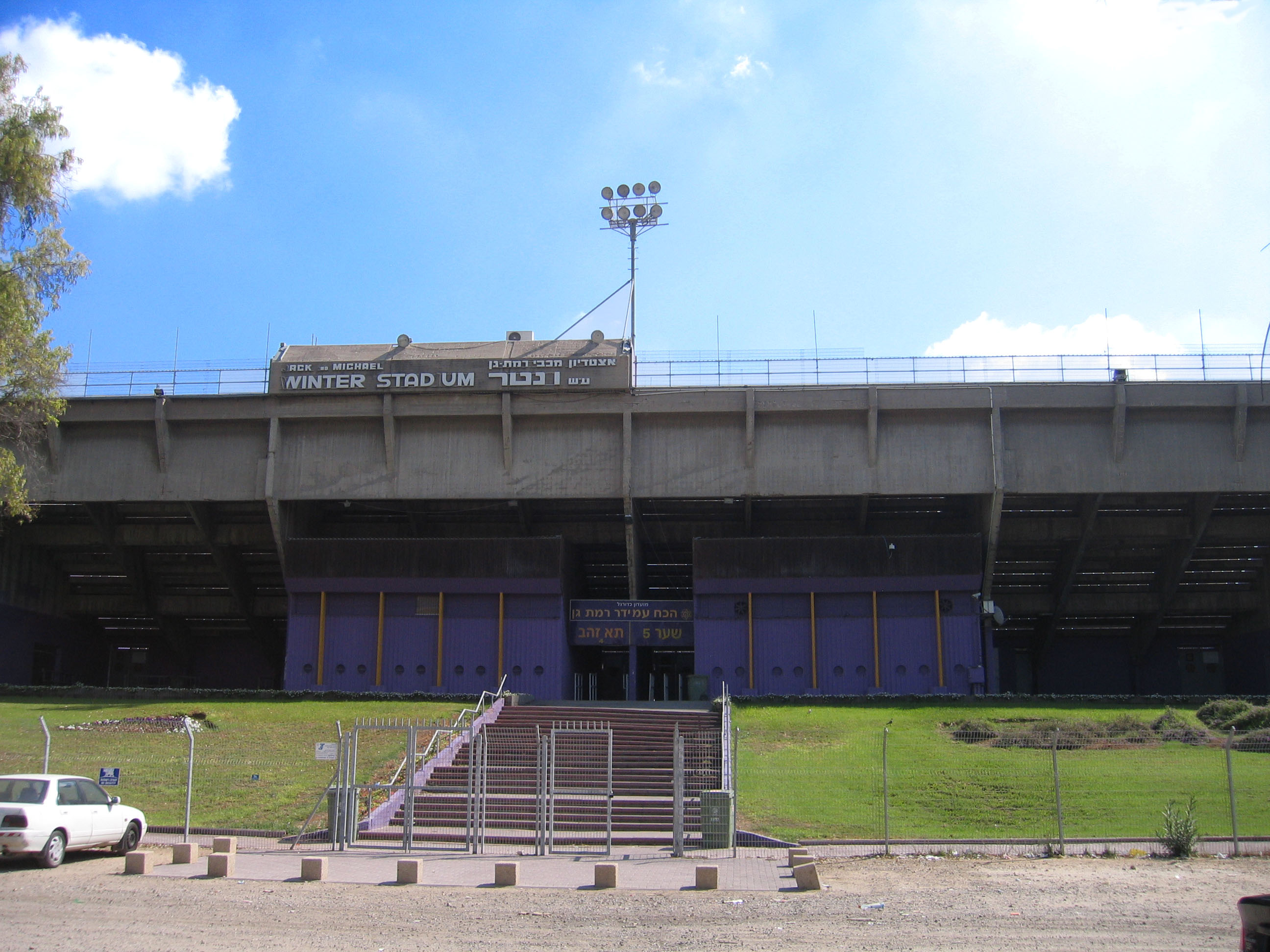